# Elżbieta Bieńkowska
Elżbieta Ewa Bieńkowska z domu Moycho (ur. 4 lutego 1964 w Katowicach) – polska urzędniczka i polityk, minister rozwoju regionalnego (2007–2013), senator VIII kadencji (2011–2014), wiceprezes Rady Ministrów oraz minister infrastruktury i rozwoju (2013–2014), komisarz UE ds. rynku wewnętrznego i usług (2014–2019).

## Życiorys

### Wykształcenie
W 1982 ukończyła IV Liceum Ogólnokształcące im. Stanisława Staszica w Sosnowcu, w 1988 orientalistykę w zakresie iranistyki na Wydziale Filologicznym Uniwersytetu Jagiellońskiego, w 1996 Krajową Szkołę Administracji Publicznej (IV promocja), a w 1998 studia podyplomowe w Szkole Głównej Handlowej.

### Działalność zawodowa
Zawodowo związana z zarządzaniem i wdrażaniem programów operacyjnych współfinansowanych z funduszy pomocowych i strukturalnych w ramach polityki spójności UE.
Pracowała jako pełnomocnik wojewody ds. kontraktu regionalnego dla województwa katowickiego i strategii rozwoju regionalnego. Brała także udział w pracach nad przygotowaniem programu PHARE INRED. Odbyła staże w Ministerstwie Spraw Zagranicznych oraz w administracji brytyjskiej. Stanowisko dyrektora Wydziału Rozwoju Regionalnego (ówcześnie Wydziału Programowania i Funduszy Europejskich) objęła w czasach, gdy marszałkiem województwa śląskiego był Jan Olbrycht (późniejszy poseł do PE z ramienia Platformy Obywatelskiej), utrzymała po przejęciu władzy w regionie w 2002 przez Michała Czarskiego z Sojuszu Lewicy Demokratycznej oraz w 2006, gdy marszałkiem województwa został Janusz Moszyński z ramienia Platformy Obywatelskiej. Koordynowała prace zespołu przygotowującego Regionalną Strategię Innowacji dla Województwa Śląskiego, była kierownikiem Zespołu zadaniowego ds. aktualizacji strategii rozwoju województwa śląskiego na lata 2000–2020, a także koordynatorem i negocjatorem zespołu tworzącego Regionalnego Programu Operacyjnego Województwa Śląskiego na lata 2007–2013, doprowadzając do przyjęcia tego programu 4 września 2007 w grupie pierwszych pięciu programów regionalnych w Polsce. Była członkiem Komitetu Monitorującego Regionalny Program Operacyjny Województwa Śląskiego. Wykładała na Politechnice Śląskiej w ramach II edycji Europejskich Studiów Podyplomowych z zakresu programów strukturalnych Unii Europejskiej. 5 października 2007 zarząd województwa powołał ją na stanowisko dyrektora Śląskiego Centrum Przedsiębiorczości. W latach 2002–2007 zajmowała stanowisko wiceprzewodniczącej rady nadzorczej Górnośląskiej Agencji Rozwoju Regionalnego.

#### Działalność polityczna
16 listopada 2007 została zaprzysiężona na stanowisko ministra rozwoju regionalnego w pierwszym rządzie Donalda Tuska. Jej kandydaturę zgłosił Tomasz Tomczykiewicz (przewodniczący śląskiej PO) w porozumieniu z Janem Olbrychtem, który wcześniej odmówił objęcia tego stanowiska.
W wyborach parlamentarnych w 2011 została wybrana do Senatu jako bezpartyjna kandydatka z ramienia Platformy Obywatelskiej. Startując w okręgu wyborczym nr 75, otrzymała 48 281 głosów. W drugim rządzie Donalda Tuska zachowała stanowisko ministra rozwoju regionalnego. 27 listopada 2013 prezydent RP Bronisław Komorowski na wniosek premiera (zapowiedziany 20 listopada 2013) odwołał Elżbietę Bieńkowską z urzędu ministra rozwoju regionalnego i powołał na urzędy wicepremiera oraz ministra infrastruktury i rozwoju.
10 września 2014 Jean-Claude Juncker ogłosił nominację Elżbiety Bieńkowskiej na komisarza Komisji Europejskiej ds. rynku wewnętrznego i usług, przemysłu, przedsiębiorczości oraz małych i średnich przedsiębiorstw. 22 września 2014 przestała pełnić urząd wicepremiera oraz ministra infrastruktury i rozwoju, a 31 października 2014 złożyła mandat senatorski w związku z przyszłym objęciem nowej funkcji. Stanowisko komisarza Komisji Europejskiej piastowała od 1 listopada 2014 do 30 listopada 2019.
W maju 2015 Cezary Gmyz z tygodnika „Do Rzeczy” ujawnił nagranie rozmowy Elżbiety Bieńkowskiej z szefem CBA Pawłem Wojtunikiem, mającej mieć miejsce w czerwcu 2014 w restauracji Sowa i Przyjaciele i być częścią tzw. afery podsłuchowej.
We wrześniu 2023 została przewodniczącą brukselskiego think tanku Centre for European Policy Studies.

## Odznaczenia i wyróżnienia
Ordery i odznaczenia
- Komandor z Gwiazdą Orderu Zasługi – Norwegia, 2012[14]
- Złoty Medal „Za Zasługi dla Pożarnictwa” – Polska, 2014[15]

Nagrody i wyróżnienia
W 2011 otrzymała Nagrodę Kisiela. W 2013 Konfederacja Lewiatan przyznała jej Nagrodę im. Władysława Grabskiego. W 2014 została wyróżniona nagrodą Wiktora 2013 w kategorii „Polityk Roku”. W 2015 zdobyła pierwsze miejsce w plebiscycie Programu III Polskiego Radia „Srebrne Usta 2014” za wypowiedź: „Pasażerom to można tylko powiedzieć jakby: sorry, mamy taki klimat, no niestety”.

## Życie prywatne
Córka Tadeusza i Jadwigi. Zamężna z Arturem, ma troje dzieci (Michalinę, Mateusza i Zofię). Jest krewną aktorki Anny Guzik. Zamieszkała w Mysłowicach.